# Lambert de Liverloo
Lambert de Liverloo (1621 - Maastricht, september 1693) was kanselier van het prinsbisdom Luik. Hij was een pro-Franse activist in de Negenjarige Oorlog. Hij werd hierom gevangen gezet in Maastricht, waar hij stierf.

## Levensloop

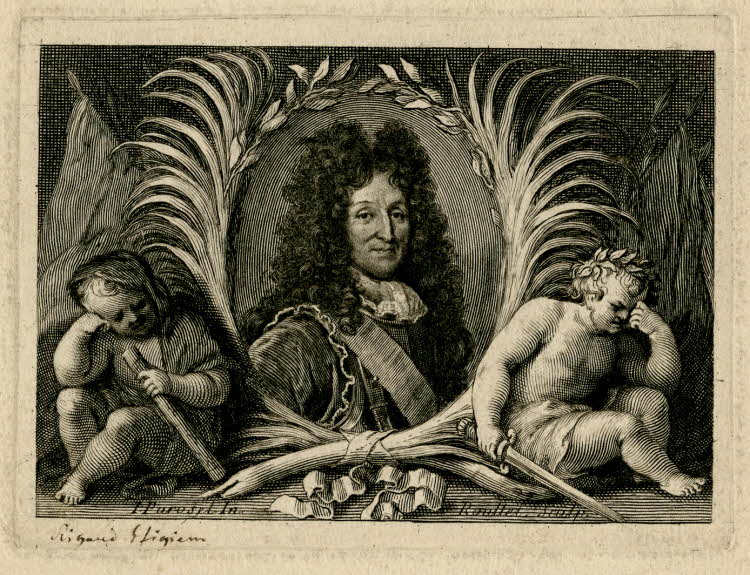
De Franse maarschalk van Luxemburg, voor wie Lambert de Liverloo opdraafde

Lambert de Liverloo was eerst kanunnik van het kapittel van Sint-Jan de Evangelist op de Maas, en was nadien kanunnik van het kapittel van Sint-Lambertus, in de bisschopskerk van Luik. Van 1666 tot 1669 was hij kanselier van prins-bisschop Maximiliaan Hendrik van Beieren. Vanaf 1879 was hij aartsdiaken voor Haspengouw en, als aartsdiaken, een van de belangrijke financiers van het prinsbisdom.
Na de dood van Maximiliaan Hendrik van Beieren (1688) was er een woelige verkiezing van een nieuwe prins-bisschop. Lambert de Liverloo steunde openlijk de Franse kandidaat kardinaal Willem Egon van Fürstenberg. Fürstenberg aasde in hetzelfde jaar (1688) ook op de zetel van het prins-aartsbisdom Keulen. Hij werd in geen enkele van de twee bisschopssteden verkozen, omwille van Duitse tegenkanting. De verkozen bisschop in Luik, Johan Lodewijk van Elderen, voerde een politiek van samenwerking met het Rooms-Duitse Rijk, ten tijde van de Negenjarige Oorlog. De Liverloo verloor aan politieke macht.
In 1693, twee jaar na de Franse beschieting van Luik, onderhandelde de Liverloo in naam van de Franse maarschalk Frans van Montmorency, ook genoemd maarschalk van Luxemburg, met Luik. Samen met pro-Franse medestanders wenste de Liverloo dat prins-bisschop van Elderen een bestand sloot met de Fransen. De pro-Franse Luikenaars reisden heen en weer tussen de stad Hoei (waar de maarschalk verbleef) en Luik. De meeste notabelen in Luik wensten de oorlog verder te zetten. Toen de Liverloo en medestanders een brief om hulp wilden schrijven naar de koning van Engeland was de maat vol. De militie van de prins-bisschop arresteerde de groep van de Liverloo en voerde hen weg naar de Luikse gevangenis in Maastricht (augustus 1693).
De familie van aartsdiaken Lambert de Liverloo smeekte de maarschalk van Luxemburg om Maastricht te belegeren en zo hun familielid vrij te krijgen uit de gevangenis. Doch de maarschalk antwoordde dat Maastricht zich tot de laatste tand zou verzetten bij een Franse aanval; hij voegde er laconiek aan toe dat de Luikenaars maar zelf hun gevangenis moesten leeg maken.
De andere pro-Franse activisten kwamen later vrij, doch Lambert de Liverloo stierf in de gevangenis van Maastricht in september 1693.

## Museum
Een borstbeeld van de Liverloo staat in het Grand Curtiusmuseum in Luik.